# Канділічера
Канділічера (ісп. Candilichera) — муніципалітет в Іспанії, входить у провінцію Сорія у складі автономного співтовариства Кастилія-і-Леон. Муніципалітет розташований у складі района (комарки) Кампо-де-Гомара. Площа 44,83 км². Населення 185 чоловік (на 2006 рік).